# Christian Bolaños
Christian Bolaños Navarro (* 17. Mai 1984 in San José) ist ein costa-ricanischer ehemaliger Fußballspieler.

## Karriere
Er spielt im Mittelfeld für den FC Kopenhagen in Dänemark. Außerdem ist er derzeit Nationalspieler für sein Heimatland Costa Rica. Bei dem Toyota Cup 2005 wurde er zum drittbesten Spieler des Turniers gewählt. Nach seiner Teilnahme an der Weltmeisterschaft 2006 stand er auch 2014 im WM-Kader von Costa Rica. Obwohl er in Brasilien in allen fünf Spiele für Costa Rica auf dem Feld stand, verließ er im September 2014 nach vier Jahren den FC Kopenhagen und wechselte in die Heimat zum CS Cartaginés. Nicht einmal ein halbes Jahr später schloss er sich Al-Gharafa aus Katar an. In der Qatar Stars League absolvierte er insgesamt elf Spiele, ehe er im Sommer 2015 zu seinem ersten Verein Deportivo Saprissa wechselte. Im Januar 2016 wechselte Bolaños zu den Vancouver Whitecaps in die MLS, bis er im Jahr 2018 erneut zu Saprissa zurückkehrte, bei welchen er, mit Ausnahme einer kurzen Spielzeit bei Start Kristiansand, bis heute spielt.

## Erfolge
- The Atlantic Cup: 2014
- Dänischer Meister: 2011, 2013
- Dänischer Pokalsieger: 2012
- Costa-ricanischer Meister: 2018, 2020. 2021
- CONCACAF-League-Sieger: 2019